# Paradelphomyia bigladia
Paradelphomyia bigladia är en tvåvingeart som beskrevs av Alexander 1970. Paradelphomyia bigladia ingår i släktet Paradelphomyia och familjen småharkrankar. Inga underarter finns listade i Catalogue of Life.